# Norbert Otto (Politiker)
Norbert Otto (* 6. Januar 1943 in Erfurt) ist ein deutscher Politiker (CDU). Er wurde 1990 in die Volkskammer der DDR gewählt und war anschließend bis 2002 Abgeordneter des Deutschen Bundestages.

## Leben
Nach der Mittleren Reife machte Otto eine Lehre zum Straßenbauer, die er 1961 beendete. Anschließend studierte er an der Fachhochschule Schleusingen/Cottbus, aus der 1991 die Brandenburgische Technische Universität hervorging, die er als Diplomingenieur abschloss. Es folgten danach 18 Monate Grundwehrdienst. Er arbeitete als Abteilungsleiter beim Magistrat der Stadt Erfurt im Bereich Technik/Straßenbau und im Tiefbauamt, bis er am 18. März 1990 in die Volkskammer der DDR gewählt wurde.

## Politik
Otto war bereits im Jahr 1964 der CDU der DDR beigetreten und war von 1984 bis 1990 Ortsverbandsvorsitzender in Erfurt-Nord und von Januar 1990 bis 1994 Kreisvorsitzender der CDU Erfurt. Im Dezember 1989 war er Mitbegründer des Bürgerkomitees in Erfurt. Der Volkskammer gehörte er bis zum 2. Oktober 1990 an, am darauf folgenden Tag gehörte er aufgrund der Wiedervereinigung dem Bundestag an. Dort war er verkehrspolitischer Sprecher der CDU/DA-Fraktion. Im Jahr 2002 schied er aus dem Bundestag aus.